# 대한민국 형법 제263조
대한민국 형법 제263조는 동시범에 대한 형법각칙의 조문이다.

## 조문
제263조(동시범) 독립행위가 경합하여 상해의 결과를 발생하게 한 경우에 있어서 원인된 행위가 판명되지 아니한 때에는 공동정범의 예에 의한다.

第263條(同時犯) 獨立行爲가 競合하여 傷害의 結果를 發生하게 한 境遇에 있어서 原因된 行爲가 判明되지 아니한 때에는 共同正犯의 例에 依한다.

## 판례
- 피고인이 의자에 누워있는 피해자를 밀어 땅바닥에 떨어지게 함으로써 이미 부상하여 있던 그 피해자로 하여금 사망에 이르게 한 사건에서 시간적 차이가 있는 독립된 상해행위이나 폭행행위가 경합하여 사망의 결과가 일어나고 그 사망의 원인된 행위가 판명되지 않은 경우에는 공동정범의 예에 의하여 처벌할 것이다[1]

- 상해죄에 있어서의 동시범은 두사람 이상이 가해행위를 하여 상해의 결과를 가져올 경우에 그 상해가 어느 사람의 가해행위로 인한것인지가 분명치 않다면 가해자 모두를 공동정범으로 본다는 것이므로 가해행위를 한 것 자체가 분명치 않은 사람에 대하여는 동시범으로 다스릴 수 없다[2]

## 참고문헌
- 편집부. (2018, 4). 형법 제263조 위헌제청 〈상해죄의 동시범사건〉2017헌가10 외. 고시계, 63(5), 152-169.
- 金泰秀. (2012). 형법 제263조의 적용범위. 중앙법학, 14(3), 277-299.
- 이경렬. (2011, 7). 형법 형법 제263조의 적용범위 및 결과적 가중범에 대한 공범의 성립과 죄책여하. 고시계, 56(8), 30-44.

## 같이 보기
- 동시범
- 공동정범